# Hrastov potok
Hrastov potok je pritok potoka, Maljek, ki se pri Litiji kot desni pritok izliva v reko Savo. 